# Pola Wawer
Pola Wawer, z domu Komaj (ur. 1 maja 1914 w Trokach, zm. 31 sierpnia 1997 w Warszawie) – polska lekarz okulista żydowskiego pochodzenia.

## Życiorys

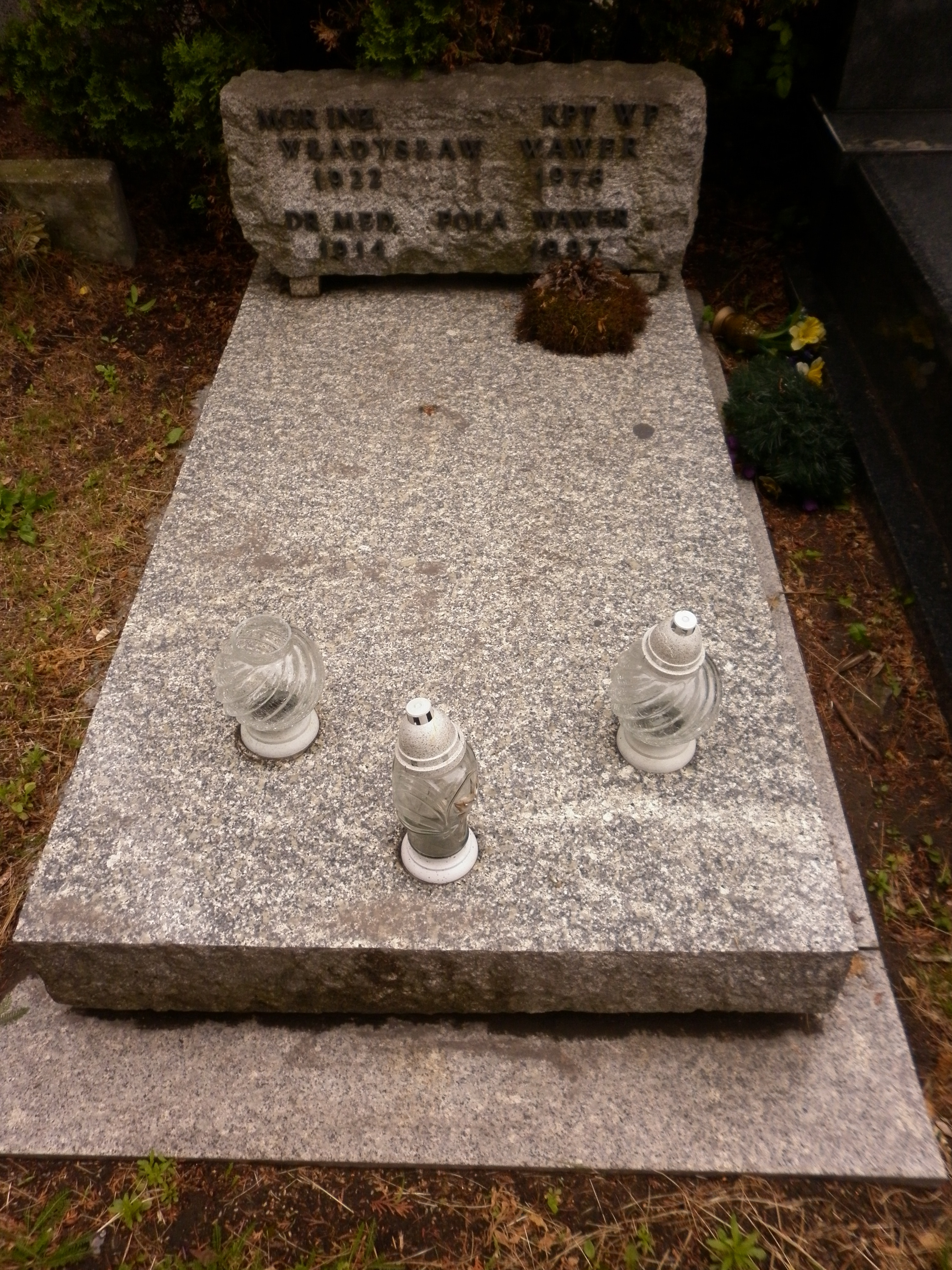
Grób Poli Wawer na Powązkach

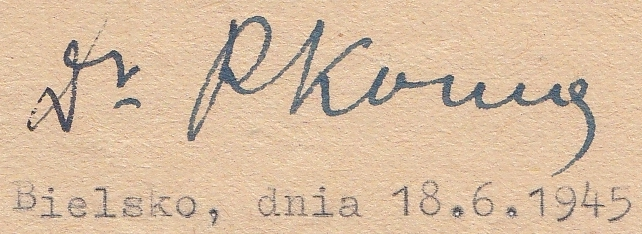
Autograf dr Poli Komaj na dokumencie z Żydowskiego Domu Dziecka w Bielsku, 1945

Urodziła się w Trokach na Wileńszczyźnie w żydowskiej rodzinie inteligenckiej. Jej ojciec, Don Komaj był inżynierem elektrotechniki i mechaniki, natomiast matka, Maria Komaj z domu Epstein była lekarzem ginekologiem. W 1938 ukończyła okulistykę na Wydziale Lekarskim Uniwersytecie Stefana Batorego w Wilnie, po czym rozpoczęła pracę na Oddziale Ocznym Szpitala Kolejowego. W 1941 została zwolniona z pracy przez niemieckie okupacyjne władze. Jeszcze przed utworzeniem getta, pierwszy mąż Poli przekonał rodzinę, że muszą wyjechać z Wilna. Wkrótce aresztowało go Gestapo i słuch po nim zaginął, ale cała rodzina opuściła miasto. Dzięki pomocy ludzi z różnych środowisk Wilna i Wileńszczyzny przeżyła II wojnę światową. W 1945 wraz z matką – jedyne ocalone z pięcioosobowej rodziny – została przymusowo wysiedlona z ojczystych stron w nowe granice państwowe Polski. 
Osiadła w Białymstoku i wraz z matką znalazły pracę w miejscowym Komitecie Żydowskim. Następnie przeprowadziła się do Bielska, gdzie zorganizowała i prowadziła przez pięć lat Dom Dziecka Żydowskiego, podlegający i finansowany przez Centralny Komitet Żydów Polskich. Dom Dziecka później został przejęty przez Kuratorium Oświaty i Wychowania w Katowicach. Kiedy w 1950 Dom Dziecka został – z powodu zmniejszenia się liczby wychowanków – zlikwidowany, a reszta dzieci przeniesiona do Krakowa, wróciła do medycyny i przeprowadziła się do Warszawy.
W latach 1950–1953 pełniła funkcję zastępcy kierownika Wydziału Zdrowia i Ubezpieczeń Społecznych. W 1953 została zatrudniona w Departamencie Opieki Zdrowotnej Ministerstwa Zdrowia. W 1958 podjęła praktykę w Szpitalu Miejskim nr 4, a w 1961 uzyskała pierwszy stopień specjalizacji w okulistyce. Nie zrywając z resortem pełniła jednocześnie funkcję doradcy do spraw organizacji lecznictwa okulistycznego, a następnie asystenta specjalisty krajowego. W 1959 otrzymała dodatkową specjalizację w zakresie organizacji ochrony zdrowia. W 1962 rozpoczęła pracę w Studium Doskonalenia Lekarzy Akademii Medycznej w Warszawie, uzyskując w 1963 drugi stopień specjalizacji w okulistyce. W 1970 uzyskała stopień doktora za pracę Zonunoliza w operacji zaćmy. W 1990 przeszła na emeryturę.
Zmarła w Warszawie. Pochowana jest na Cmentarzu Wojskowym na Powązkach (kwatera CII28-23-4).

## Dokonania
Pola Wawer opracowała pierwsze po wojnie wymogi wzrokowe dla kierowców pojazdów mechanicznych. Opracowała także ujednolicony wzór karty ambulatoryjnej dla chorych oraz osobistą książeczkę chorego na jaskrę. Zorganizowała pierwsze w Polsce laboratorium rozpoznawania grzybicy oka.

## Publikacje
W 1994 wydała książkę Poza gettem i obozem, którą poświęciła ludziom, którym zawdzięczała swoje i matki ocalenie.